# 汪達·麥西莫夫 (漫威電影宇宙)
汪達·麥西莫夫（英語：Wanda Maximoff），是漫威電影宇宙（MCU）系列電影中的虛構角色，改編自史丹·李和傑克·科比創作的漫畫角色緋紅女巫，由伊莉莎白·歐森飾演。
汪達最初是一名蘇科維亞難民，她和她的雙胞胎哥哥皮特洛一起自願接受九頭蛇的實驗。心靈寶石增強了她與生俱來的心靈感應和能量操縱的能力，又稱混沌魔法。汪達最初與復仇者發生衝突，但後來加入他們並成為團隊中最強大的成員。
她與克林特·巴頓／鷹眼交情很好，並與史提芬·羅傑斯／美國隊長、娜塔莎·羅曼諾夫／黑寡婦、山姆·威爾森／獵鷹、巴奇·巴恩斯／酷寒戰士以及史考特·朗恩／蟻人建立了友誼。她最終與幻視發展成戀人。汪達於彈指事件五年後復活並搬進西景鎮，但由於悲傷引致精神不穩定，汪達不知不覺利用魔法把西景鎮居民困在自己創造的虛假現實之中。西景鎮事件後，汪達開始修煉黑暗神書，成為「緋紅女巫」。
黑暗神書逐漸腐化了汪達的心靈，她試圖綁架並吸收艾美莉卡·查韋斯的能力與雙胞胎兒子比利和湯米團圓，與前盟友史蒂芬·史傳奇／奇異博士、王發生衝突，並使用黑暗神書的禁忌咒語「夢行」附身838號宇宙中的自己。意識到自己的行為嚇到838號宇宙的兒子後，充滿罪疚感的汪達決定摧毀萬達格聖殿，過程中毀了黑暗神書的所有副本，最終她被倒塌的聖殿掩埋。

## 角色發展
汪達與她的雙胞胎弟弟皮特洛首次登場於《非凡X戰警》第四期（1964年3月），是變種人兄弟會的成員之一。汪達和皮特洛後來加入了復仇者。幾年後，《復仇者》的作家羅伊·托馬斯開始描寫了緋紅女巫和幻視之間長久以來的戀人關係，並認為這有助於角色發展。
2013年5月，據透露瑟夏·羅南是喬斯·溫登考慮的人選。但在同年8月，伊莉莎白·歐森宣佈參演。汪達和皮特洛（由亞倫·泰勒-強森飾演）率先於《美國隊長2：酷寒戰士》（2014年）的片尾片段中登場，接着於《復仇者聯盟2：奧創紀元》（2015年）正式登場。《復仇者聯盟2：奧創紀元》中，汪達和皮特洛的設定改為雙胞胎兄妹，並與奧創合作，最後皮特洛陣亡，而汪達加入復仇者聯盟。歐森與泰勒-強森皆簽下多部電影的片約。歐森於《美國隊長3：英雄內戰》（2016年）、《復仇者聯盟：無限之戰》（2018年）以及《復仇者聯盟：終局之戰》（2019年）回歸飾演汪達。
2018年9月，漫威影業開始為Disney+開發多部漫威電影宇宙影集。2019年7月，宣佈歐森將於《奇異博士2：失控多重宇宙》（2022年）回歸飾演汪達。2021年1月，一部以汪達和幻視（由保羅·貝特尼飾演）為主演的影集《汪達幻視》播出。在《汪達幻視》最後一集〈大結局〉中，汪達正式成為「緋紅女巫」。

## 獎項
| 年份 | 作品                        | 獎項             | 類別                                       | 結果 | 來源   |
| ---- | --------------------------- | ---------------- | ------------------------------------------ | ---- | ------ |
| 2015 | 《復仇者聯盟2：奧創紀元》   | 青少年票選獎     | 電影選擇獎：表現突出明星                   | 提名 | [ 11 ] |
| 2016 | 《美國隊長3：英雄內戰》     | 青少年票選獎     | 電影選擇獎：最佳組合                       | 提名 | [ 12 ] |
| 2018 | 《復仇者聯盟：無限之戰》    | MTV影視大獎      | 最佳打鬥                                   | 提名 | [ 13 ] |
| 2018 | 《復仇者聯盟：無限之戰》    | 青少年票選獎     | 最佳動作電影女演員                         | 提名 | [ 14 ] |
| 2021 | 《汪達幻視》                | MTV影視大獎      | 最佳電視劇演員                             | 獲獎 | [ 15 ] |
| 2021 | 《汪達幻視》                | MTV影視大獎      | 最佳打鬥                                   | 獲獎 | [ 15 ] |
| 2021 | 《汪達幻視》                | 好萊塢影評人協會 | 有限劇集、選集劇集或真人電視電影最佳女演員 | 提名 | [ 16 ] |
| 2021 | 《汪達幻視》                | 道林獎           | 最佳電視演出                               | 提名 | [ 17 ] |
| 2021 | 《汪達幻視》                | 黃金時段艾美獎   | 最佳有限劇集或電視電影女主角               | 提名 | [ 18 ] |
| 2021 | 《汪達幻視》                | TCA獎            | 戲劇類個人成就獎                           | 提名 | [ 19 ] |
| 2021 | 《汪達幻視》                | 金刊獎           | 最佳電視劇女演員                           | 獲獎 | [ 20 ] |
| 2022 | 《汪達幻視》                | 金球獎           | 最佳電視影集演出–有限劇集及電視電影類      | 提名 | [ 21 ] |
| 2022 | 《汪達幻視》                | 評論家選擇超級獎 | 最佳超級英雄影集女主角                     | 獲獎 | [ 22 ] |
| 2022 | 《汪達幻視》                | 兒童票選獎       | 最受歡迎電視女演員－家庭劇                 | 提名 | [ 23 ] |
| 2022 | 《汪達幻視》                | 土星獎           | 最佳網絡劇集女主角                         | 提名 | [ 24 ] |
| 2022 | 《奇異博士2：失控多重宇宙》 | 全美民選獎       | 年度電影女演員                             | 獲獎 | [ 25 ] |
| 2022 | 《奇異博士2：失控多重宇宙》 | 全美民選獎       | 年度動作電影明星                           | 獲獎 | [ 25 ] |
| 2023 | 《奇異博士2：失控多重宇宙》 | 兒童票選獎       | 最受歡迎電影女演員                         | 提名 | [ 26 ] |
| 2023 | 《奇異博士2：失控多重宇宙》 | 評論家選擇超級獎 | 最佳超級英雄電影女演員                     | 提名 | [ 27 ] |
| 2023 | 《奇異博士2：失控多重宇宙》 | 評論家選擇超級獎 | 最佳電影反派                               | 提名 | [ 27 ] |
| 2023 | 《奇異博士2：失控多重宇宙》 | MTV影視大獎      | 最佳反派                                   | 獲獎 | [ 28 ] |

## 備註
1. ↑  汪達於《汪達幻視》（2021年）嫁給由魔法構建的幻視。
2. ↑  汪達於《汪達幻視》（2021年）利用魔法創造的雙胞胎兄弟。
3. ↑  與克里斯·伊凡、賽巴斯汀·斯坦、安東尼·麥基和傑瑞米·雷納共同獲提名。
4. ↑  與達娜·古瑞拉、史嘉蕾·喬韓森和凱莉·庫恩共同獲提名。
5. ↑  與凱薩琳·哈恩共同獲提名。

## 外部連結
- 汪達·馬克希莫夫／緋紅女巫 （页面存档备份，存于） 漫威電影宇宙維基百科
- 汪達·馬克希莫夫／緋紅女巫 （页面存档备份，存于） Marvel.com